# 徐州高级中学
徐州高级中学（英文：Xuzhou Senior School）是中华人民共和国江苏省徐州市的一所四类重点中学，由初中部（北校区/原徐州市第四中学）和高中部（南校区/原徐州市第六中学）组成。原四中创办于1916年，是徐州市办学历史最长的学校之一；原六中创办于1954年，是建国后市政府创办的第一批完全中学；学校先后被评为省级和市级文明单位，省级德育先进学校、市模范学校等。